# Сервьес-ан-Валь
Сервье́с-ан-Валь (фр. Serviès-en-Val) — коммуна во Франции, находится в регионе Лангедок — Руссильон. Департамент коммуны — Од. Входит в состав кантона Лаграс. Округ коммуны — Каркасон.
Код INSEE коммуны — 11378.

## Население
Население коммуны на 2008 год составляло 225 человек.
| 1962 | 1968 | 1975 | 1982 | 1990 | 1999 | 2008 |
| ---- | ---- | ---- | ---- | ---- | ---- | ---- |
| 348  | 350  | 323  | 270  | 245  | 250  | 225  |

## Экономика
В 2007 году среди 134 человек в трудоспособном возрасте (15—64 лет) 103 были экономически активными, 31 — неактивными (показатель активности — 76,9 %, в 1999 году было 70,6 %). Из 103 активных работали 92 человека (49 мужчин и 43 женщины), безработных было 11 (3 мужчин и 8 женщин). Среди 31 неактивного 10 человек были учениками или студентами, 18 — пенсионерами, 3 были неактивными по другим причинам.